# Vittaria dichotoma
Vittaria dichotoma är en kantbräkenväxtart som beskrevs av Kunio Iwatsuki och M. Kato. Vittaria dichotoma ingår i släktet Vittaria och familjen Pteridaceae. Inga underarter finns listade.